# Trick Play

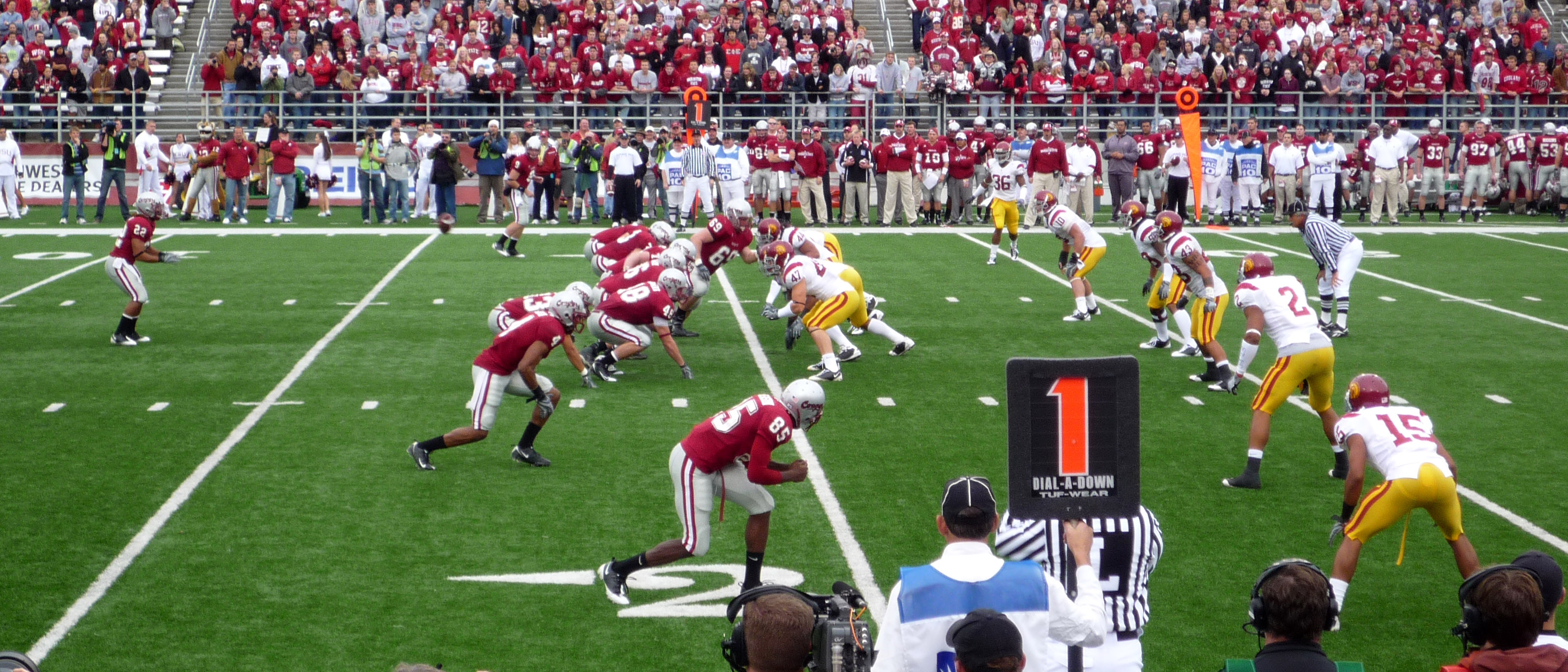
Trickspielzug unmittelbar nach dem Snap: Die Offense (in rot) snappt den Ball direkt zum Runningback (#22 – im Bild ganz links). Der Quarterback (#9) lief zuvor (als Man in Motion) ganz auf die linke Seite der Offense (im Bild oben) und schaut zum gerade gesnappten Ball (der Center (#69) ist als einziger Spieler der Offensive Line schon losgestürmt), der gleich vom Runningback gefangen wird. Dieser läuft dann entweder selbst oder wird den Ball passen.

Ein Trick Play (englisch für tricksen od. täuschen) oder Trickspielzug im American Football ist ein Überbegriff für choreografierte Überraschungsspielzüge. Diese können sowohl von der Offense als auch den Special Teams ausgeführt werden. Trickspielzüge werden im Rahmen der Angriffsstrategie genutzt um durch das Überraschungsmoment große Raumgewinne gegen die Verteidigung zu erzwingen. Auf Grund ihres komplexen Aufbaus bergen diese Spielzüge das erhöhte Risiko eines Raumverlustes bzw. Ballverlustes. Die Wirksamkeit eines Trickspielzuges beruht auf der Zuwiderhandlung der Grundannahmen im American Football: u. a. dass nur der Quarterback den Ball passt und nur der Runningback mit dem Ball läuft.

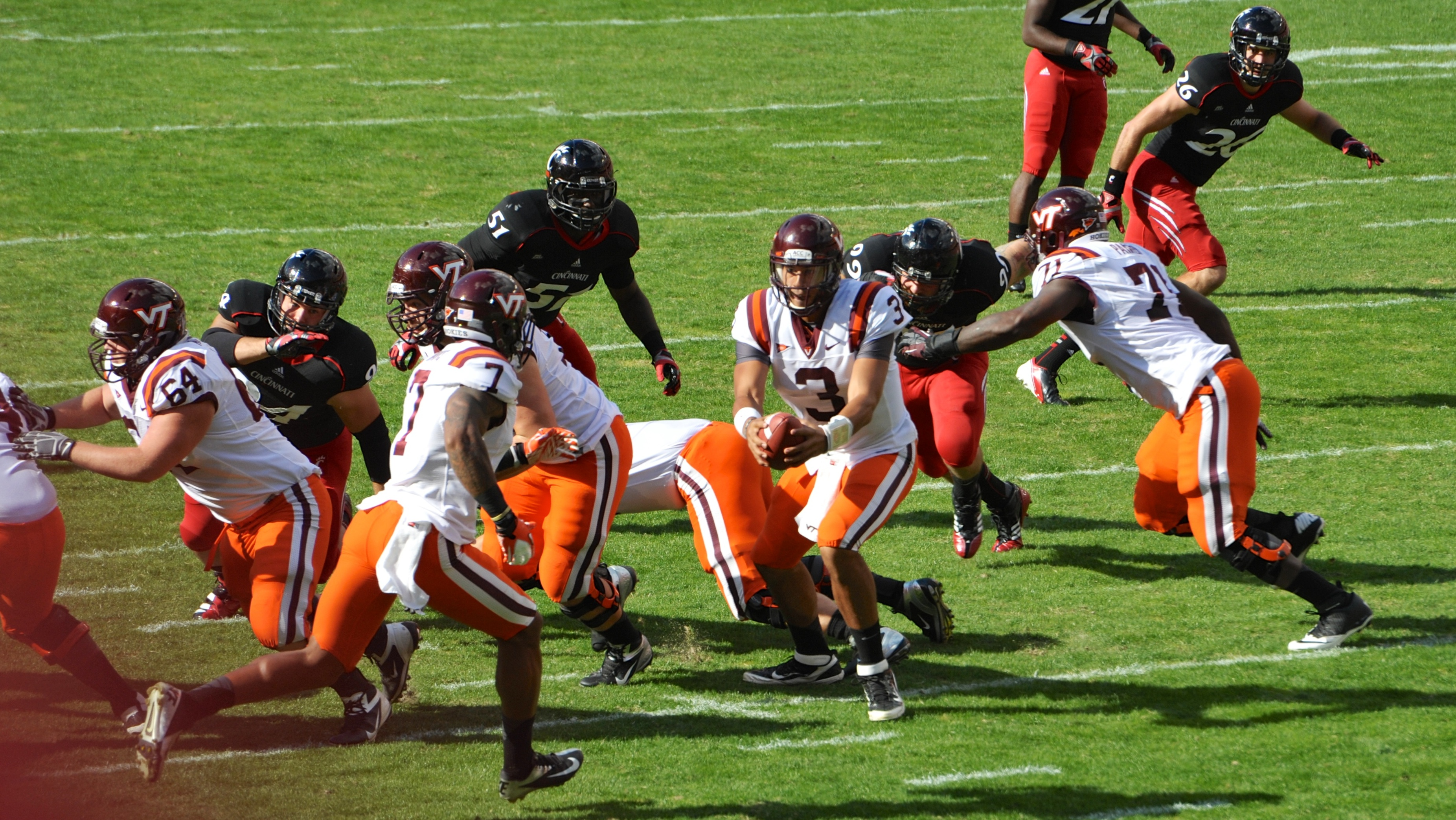
Ballübergabe vom Quarterback (#3) an den Wide Receiver (#7) bei einem End Around

## End Around
Der End Around (englisch für 'um das Ende herum') ist ein Laufspielzug, in dem der Wide Receiver als Ballträger fungiert. Hierbei versucht man durch die unerwartete Ballübergabe an einen Passempfänger der Verteidigung mit einem Flügellauf zu enteilen. Zu Beginn des Spielzuges bewegt sich der Wide Receiver von seiner Flügelposition aus parallel zur Angriffslinie in Richtung des Quarterbacks. Nach der Ballübergabe wird der Lauf auf dem gegenüberliegenden Spielfeldflügel fortgesetzt.

## Reverse
Der Reverse (englisch für Umkehr od. umkehren) ist ein Laufspielzug, der das Gewicht der Verteidigung auf die falsche Spielfeldseite verlagern soll, um durch eine Ballabgabe und einen entgegengesetzten Flügellauf Raumgewinn zu erzielen. Der Reverse wird mit einem meist konventionellen Laufspielzug nach außen begonnen, um die Verteidigung zur einseitigen Überreaktion zu verleiten. Gleichzeitig beginnt ein Flügelspieler dem Ballträger entgegenzulaufen, um nach einer zweiten Ballübergabe in den gegenüberliegenden Spielfeldflügel vorzudringen. Um auf den neuen Läufer zu reagieren, wird die Verteidigung zur namensgebenden Umkehr der Laufrichtung gezwungen.

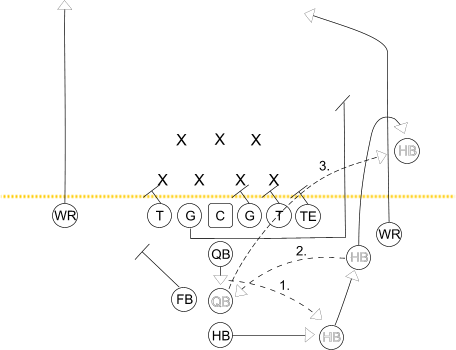
Flea Flicker: 1. Der Quarterback (QB) wirft oder gibt den Ball zum Runningback (HB) 2. Der Runningback läuft zur Line of Scrimmage oder nach außen und wirft den Ball zurück (Lateralpass) zum Quarterback 3. Der Quarterback passt zu einem Wide Receiver, Tight End oder Runningback

## Flea Flicker
Hierbei gibt der Quarterback den Ball an den Runningback, der zunächst gerade nach vorn losläuft und einen Laufspielzug antäuscht. Kurz bevor er Gefahr läuft, getackelt zu werden, dreht er sich um und wirft den Ball zurück zum Quarterback. Das Ziel dieses Fakes überschneidet sich mit dem der Play-Action-Pässe. Die Wirkung ist dabei aber ungleich stärker, da beim Flea Flicker eine echte Ballübergabe stattfindet und der Fake erst dann als solcher erkannt wird, wenn der Runningback den Ball zurückwirft. Im Gegenzug ist das Risiko auch etwas höher, da beim back pitch durch den Runningback auch etwas schiefgehen kann: Ein fallen gelassener Rückwärtspass gilt als Fumble – der Ball wird frei und darf von jedem erobert werden. Eine Kombination aus Reverse und Flea Flicker ist der Philly Special.

## Double Pass
Bei diesem Spielzug besteht der eigentliche Trick drin, einen Wide Receiver (in manchen Fällen auch andere Offensive-Spieler) direkt nach dem Snap mit einem sog. Lateral anzuspielen. Dieser Spielzug beginnt somit wie ein Screen zum Wide Receiver, mit dem Unterschied, dass dieser die Option hat, nach dem Catch den Ball zu einem anderen solange frei gelaufenen Receiver zu passen. Dies ist nur dadurch möglich, dass beim Lateral kein Vorwärtspass geschieht und somit ein Vorwärtspass weiterhin erlaubt ist. Die Wirkung ist dabei mit dem Flea Flicker vergleichbar, nämlich dass die Defense sich nach dem ersten Catch auf den Receiver stürzt und somit potenzielle Anspielstationen zum Teil vollkommen ungedeckt sind.

## Statue of Liberty
Der Spielzug beginnt damit, dass Quarterback und Runningback in der Shotgun nebeneinander stehen, wobei normalerweise zwei bis drei Wide Receiver auf einer Seite der Line of Scrimmage und ein bis zwei Wide Receiver auf der anderen Seite stehen. Der Ball wird zum Quarterback gesnappt, der den Ball mit beiden Händen ergreift. Der Quarterback nimmt den Ball in seine schwache Hand und senkt ihn auf Hüfthöhe, während er mit seiner Wurfhand einen Pump Fake ausführt und so tut, als würde er den Ball zu einem Wide Receiver auf der rechten Seite der Formation werfen. Während des Pump Fakes nimmt der Running Back den Ball hinter dem Quarterback an sich und beginnt in die entgegengesetzte Richtung zu laufen. Der Spielzug ist nach der Körperhaltung des Quarterback benannt, der bei korrekter Ausführung eine Hand in der Luft und die andere an seiner Seite haben sollte, ähnlich wie bei der Freiheitsstatue.